# Elbaíte

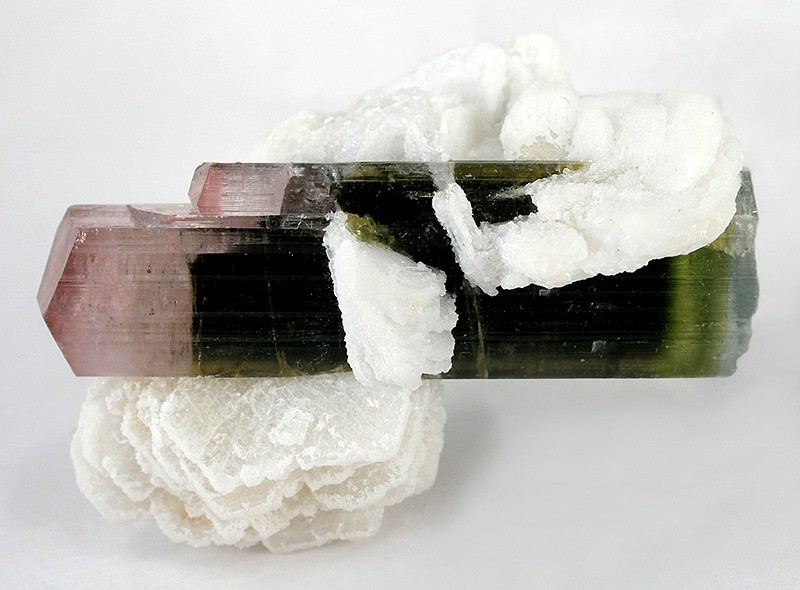
Cristais de elbaíte

Elbaíte é um mineral de silicato de sódio,lítio, alumínio e boro, do grupo das turmalinas.